# جاناتان فرانزن
جاناتان فرنزن (انگلیسی: Jonathan Franzen؛ زادهٔ ۱۷ اوت ۱۹۵۹) یک پدیدآور، رمان‌نویس، و نویسندهٔ اهل ایالات متحده آمریکا است. وی همچنین برندهٔ جوایزی همچون کمک‌هزینهٔ گوگنهایم و جایزهٔ کتاب ملی شده‌است. رمان اصلاحات او نیز توانست جایزهٔ بهترین رمان روزنامهٔ نیویورک‌تایمز را از آن خود کند.

او از معدود نویسندگان معاصر است که تصویرش روی جلد مجلهٔ تایم چاپ شده‌است. رمان آزادی با ترجمه شیما بنی علی توسط نشر علمی منتشر شده‌است.

## زندگی‌نامه
جاناتان ارل فرنزن در تاریخ ۱۷ اوت ۱۹۵۹ در وسترن اسپرینگز ایلینوی به دنیا آمد. فرنزن در وبستر گرووز، میزوری بزرگ شد و از کالج سوارثمور در رشتهٔ زبان آلمانی فارغ‌التحصیل شد. اولین رمانش با نام شهر بیست و هفتم در سال ۱۹۸۸ منتشر شد که با استقبال خوانندگان و منتقدان روبه‌رو شد.

## فلسفه
سال ۲۰۱۰، جاناتان فرنزن در سخنرانی‌ای با عنوان «دربارهٔ داستان‌های خودزندگی‌نامه‌ای»، به چهار پرسش تکرارشونده پرداخت که معمولاً دیگران از او می‌کنند، پرسش‌هایی که هر کدام به نحوی برایش اعصاب‌خردکن بوده. این پرسش‌ها از این قرارند: ۱)تحت تأثیر کدام نویسنده‌ها هستید؟ ۲)در چه ساعت‌هایی از روز کار می‌کنید؟ و از چه چیزهایی می‌نویسید؟ ۳)در مصاحبه‌ای خواندم که فلان نویسنده گفته در جایی از رمانش شخصیت‌ها از دستش در می‌روند، بر او مسلط می‌شوند و می‌گویند چه‌کار کند. آیا این برای شما هم اتفاق افتاده؟ ۴)آیا داستان‌هایتان خودزندگی‌نامه هستند؟
در این سخنرانی، فرانزن دربارهٔ سؤال سوم گفت که این پرسش همیشه فشارش را به سقف می‌چسباند و نقل قولی از ناباکوف آورد: «هیچ‌کس به خوبی ناباکوف در گفتگو با پاریس ریویو جواب این سؤال را نداده. او از ای.ام. فورستر به عنوان بدعت‌گذار افسانهٔ «مسلط‌شدنِ» شخصیت‌ها نام می‌برد و می‌گوید، بر خلاف فورستر، که شخصیت‌هایش را ول می‌کند که تا هند شنا کنند، او با شخصیت‌هایش جوری برخورد می‌کند که انگار «برده‌های کشتی» هستند. مشخص است که این سؤال فشار ناباکوف را هم به سقف چسبانده‌است».

### رمان
- بیست و هفتمین شهر (۱۹۸۸)
- جنبش شدید (۱۹۹۲)
- اصلاحات (۲۰۰۱) ترجمه پیمان خاکسار (نشر چشمه)
- آزادی (۲۰۱۰) ترجمه شیما بنی علی (نشر علمی)
- پیوریتی (۲۰۱۵)

### داستان کوتاه
- جایی در شمال ویلینگتون. بلاینداسپات، شمارهٔ ۸.
- در میهمانی هنرمندان بدون نام خانوادگی. بلاینداسپات، شمارهٔ ۱۴.
- قصه‌های جدایی. نیویورکر، ۶ اکتبر ۲۰۰۴.

### ناداستان
- چگونه تنها باشیم (جستار) (۲۰۰۲)
- Farther Away (مجموعه جستار) (۲۰۱۲)؛ پنج جستار برگزیده از این اثر در کتاب «درد که کسی را نمی‌کشد» توسط نشر اطراف و با ترجمهٔ ناصر فرزین‌فر منتشر شده‌ است.[۵]